# Miniopterus tao
Miniopterus tao é um morcego fóssil do gênero Miniopterus do Pleistoceno, encontrado em Zhoukoudian, na China. Conhecido por várias mandíbulas (maxilares inferiores), foi inicialmente identificado em 1963 como a espécie viva Miniopterus schreibersii, mas reconhecido como uma espécie distinta, M. tao, em 1986. Miniopterus tao é maior que M. schreibersii atual, com pré-molares inferiores mais próximos entre si e talonídeos (grupos de cúspides traseiras) mais robustos nos molares inferiores. A parte posterior da mandíbula é relativamente baixa, com os processos coronoide e condilar aproximadamente na mesma altura. O comprimento médio da mandíbula é de 12,0 mm.

## Taxonomia
Em 1934, o paleontólogo chinês Yang Zhongjian [en] descreveu pela primeira vez morcegos fósseis do sítio fóssil de Zhoukoudian Localidade 1, famoso pelo Homem de Pequim. Contudo, ele não mencionou Miniopterus, que foi registrado pela primeira vez por Kazimierz Kowalski e Chuan-kuei Li em 1963, em uma descrição de novo material da camada 8 do sítio da caverna. Eles identificaram Miniopterus como a espécie viva amplamente distribuída Miniopterus schreibersii, com base em 48 mandíbulas da camada 8, e reatribuíram outra mandíbula, previamente identificada como Myotis, ao Miniopterus. Em um artigo de 1986, no entanto, Bronisław Wołoszyn descreveu a população como uma nova espécie, Miniopterus tao, após examinar duas mandíbulas nas coleções da Academia de Ciências da Polônia. Ele classificou a espécie no "grupo schreibersii" de Miniopterus, mas considerou improvável que fosse ancestral de M. schreibersii atual. O nome específico, tao, refere-se ao conceito filosófico chinês, o Tao.

## Descrição
Wołoszyn descreveu a espécie com base em duas mandíbulas: uma danificada, com o terceiro pré-molar (p3) até o terceiro molar (m3), e outra intacta, com o quarto pré-molar (p4) até o segundo molar (m2). Miniopterus tao é um membro grande do "grupo schreibersii" e tem tamanho semelhante ao Miniopterus rummeli do Mioceno da Alemanha. A mandíbula é robusta e geralmente se assemelha ao M. schreibersii. O forame mentual (uma abertura na face externa da mandíbula) está localizado entre o canino inferior e o segundo pré-molar inferior (p2). O processo coronoide (uma projeção na parte posterior da mandíbula) é baixo e arredondado, conectado ao processo condilar por uma crista quase horizontal, que apresenta uma leve elevação em sua parte traseira. Comparado ao M. schreibersii, o processo condilar é mais delgado, mas a base do processo angular (no canto inferior traseiro da mandíbula) é mais robusta. Em M. rummeli, a parte posterior da mandíbula é mais alta, e o processo coronoide é distintamente mais elevado que o processo condilar.
Os alvéolos dentários preservados mostram que o p2 é aproximadamente do mesmo tamanho que o p3, não menor, como no "grupo tristis" de Miniopterus. Os pré-molares de M. tao estão posicionados muito próximos, o que distingue a espécie de M. schreibersii e de espécies fósseis europeias, incluindo M. rummeli. O p3 é robusto e cercado por um cíngulo (plataforma) bem desenvolvido. A coroa tem formato trapezoide. No p4, há um cíngulo evidente nas margens frontal e labial (externa). A coroa é triangular, e a borda posterior é reta, não em forma de sela como em M. schreibersii. Os molares se assemelham aos de M. schreibersii, mas são mais robustos, especialmente os talonídeos (grupos de cúspides na parte posterior dos dentes). O comprimento total da mandíbula varia de 11,6 a 12,4 mm, com média de 12,0 mm em dez espécimes; o processo coronoide tem altura de 3,1 a 3,3 mm, com média de 3,2 mm; e o comprimento da fileira de molares é de 4,0 a 4,4 mm, com média de 4,2 mm.

## Distribuição
Miniopterus tao foi registrado apenas na Localidade 1 de Zhoukoudian; a Localidade 3 contém um Miniopterus menor, identificado como M. schreibersii. A Localidade 1 é do Pleistoceno (entre cerca de 2 milhões e 10.000 anos atrás) e também contém Ia io e espécies de Rhinolophus e Myotis entre os morcegos, além de Homo erectus.